# Coming Down Again
Coming Down Again är en låt skriven av Mick Jagger och Keith Richards, lanserad av The Rolling Stones på albumet Goats Head Soup 1973. Den spelades in i november och december 1972 i Kingston. Den har antagits handla om hur Anita Pallenberg lämnade Brian Jones till förmån för Richards.
Det är främst Richards som skrivit denna drygt 6 minuter långa, lugna ballad. Den sjungs också till stor del av honom, men Jagger medverkar i vissa partier. Richards bidrar också med mycket wah-wah-gitarr till låten. Gruppens ordinarie basist Bill Wyman medverkade inte på låten, det är istället Mick Taylor som spelar bas. Förutom de övriga medlemmarna medverkar även Nicky Hopkins på piano och Bobby Keys spelar ett saxofonsolo i mitten av låten.
Gruppen har aldrig framfört låten på konsert.